# Ambroise Garin
Ambroise Garin (pron. fr. AFI:  ɑ̃bʁwaz ɡa.ʁɛ̃) (Arvier, 10 maggio 1875 – Argenteuil, 31 marzo 1969) è stato un ciclista su strada italiano naturalizzato francese.

## Carriera
Nato come Ambrogio Cesarino Garin, fu professionista dal 1899 al 1903. Non ottenne vittorie, ma colse importanti piazzamenti in quelle che diventeranno grandi Classiche del ciclismo. Salì tre volte sul podio della Parigi-Roubaix e due podi nella Bordeaux-Parigi.
Anche i suoi fratelli Maurice e César furono dei ciclisti dell'epoca eroica.

## Piazzamenti

### Grandi Giri
- Tour de France

1903: ritirato (6ª tappa)

### Classiche monumento
- Parigi-Roubaix

1899: 3º
1901: 2º
1902: 3º